# Ндзи, Мартин
Мартин Боутрэль Атеменге Ндзи (фр. Martin Beautrel Atemengue Ndzie; род. 16 января 2003, Камерун) — камерунский футболист, полузащитник клуба «Ашдод».

## Карьера

### «Ашдод»

#### Начало карьеры
Воспитанник футбольной академии камерунского клуба «Ренессанс». В августе 2021 года футболист на правах арендного соглашения присоединился к израильскому клубу «Ашдод» до конца сезона. В начале 2022 года футболист стал подтягиваться к матчам с основной командой клуба. Дебютировал за клуб футболист 23 января 2022 года в матче против клуба «Бней Сахнин», выйдя на замену на 73 минуте. Однако закрепиться в основной команде клуба у футболиста не вышло, продолжая выступать за юношеский состав, за который успел отличиться 2 забитыми голами и 10 результативными передачами. Также футболист вместе с клубом стал победителем юношеского первенства, получив награду лучшего игрока, тем самым помог клубу квалифицироваться в юношескую лигу УЕФА. 
В мае 2022 года футболист на полноценной основе присоединился к израильскому клубу, сумма трансфера которого составила порядка 100 тысяч евро, с которым подписал пятилетний контракт. . Летом 2022 года футболист стал готовиться к новому сезону с основной командой израильского клуба. Первый матч в новом сезоне футболист сыграл 3 августа 2022 года в матче Кубка Тото против клуба «Секция Нес-Циона», выйдя на поле в стартовом составе. Первый матч в чемпионате футболист сыграл 27 августа 2022 года против клуба «Секция Нес-Циона», выйдя на замену в начале второго тайма. За клуб футболист успел провести всего лишь 6 матчей во всех турнирах, результативными действиями не отличившись.

#### Аренда в «Хапоэль» Рамат-Ган
В сентябре 2022 года футболист на правах арендного соглашения присоединился к израильскому клубу «Хапоэль» Рамат-Ган. Дебютировал за клуб футболист 15 сентября 2022 года в матче против клуба «Маккаби» Петах-Тиква, выйдя на поле в стартовом составе, однако спустя 15 минут получил травму и был заменён. Вернувшись в распоряжение клуба футболист смог быстро закрепиться в основной команде, став одним из ключевых игроков. Дебютный гол за клуб футболист забил 12 мая 2023 года в матче заключительного тура чемпионата против клуба «Хапоэль» Рамат-ха-Шарон. Завершил сезон футболист на итоговом девятом месте в чемпионате, отличившись своим единственным забитым голом. По окончании срока арендного соглашения футболист покинул клуб.

#### Сезон 2023/24
Летом 2023 года футболист вернулся в распоряжения «Ашдода», вместе с которым стал готовиться к новому сезону. Первый матч в новом сезоне за клуб футболист сыграл 1 августа 2023 года в рамках Кубка Тото против клуба «Маккаби» Петах-Тиква, выйдя на поле в стартовом составе. Однако вскоре футболист выбыл из распоряжения клуба из-за травмы мениска. В феврале 2024 года футболист снова стал тренироваться с основной командой клуба. Первый матч в чемпионате футболист сыграл 25 февраля 2024 года в матче против клуба «Маккаби» Хайфа, выйдя на замену в начале второго тайма.